# Реципрок
Реципро́к (от лат. reciprocuus, «взаимный», англ. reciprocal, в ряде русскоязычных описаний — взаимный залог) — интерпретирующая актантная деривация, означающая взаимные отношения между участниками действия (ср. русское Маша и Витя целуются/ругаются/переписываются). Агенс и пациенс действия в таком случае являются одним и тем же лицом, то есть возникает одновременно два агенса и два пациенса.
Многие языки имеют отдельные показатели реципрока: например, тюркские языки и языки банту. В других языках — например, почти во всех индоевропейских — показатель реципрока совмещён с показателем рефлексива.